# 纯只海
纯只海（?—?），又作纯直海，蒙古散术台部（珊竹氏）人，蒙古帝国将领。

## 生平
纯只海年轻时宿卫成吉思汗帐下，从征西域花剌子模。立功为管军总管。1233年，为益都行省军民达鲁花赤。佩戴金虎符。1234年，跟随大帅泰出攻破徐州，金朝将领国安用投水而死。1237年，迁京兆行省都达鲁花赤，镇守怀孟（今河南省沁阳市）。代察罕总军河南。1239年，被心怀不满的同僚王荣砍断了两只脚，关在一所佛祠中。他妻喜礼伯伦闻讯后，率众救出他。讨杀王荣。之后病逝。元仁宗皇庆年间，赠温国公，谥忠襄。

## 家庭
六子：
- 子：塔出，袭管军总管，早卒
- 子：昂阿剌，袭怀孟路达鲁花赤
- 子：大达里，纯只海第六子
  - 孙：和卓，袭总管
  - 孙：帖木儿，吏部郎中
  - 孙：咬住
    - 曾孙：察罕，大德二年，咬住致仕，袭父职
    - 曾孙：铁木儿，袭万户，官至章佩太监

  - 孙：合剌，万户
- 不详
  - 孙：奚加䚟，瓜州等处达鲁花赤，改镇守徽州路泰州万户府达鲁花赤
  - 孙：脱烈，奚加䚟卒，脱烈袭
    - 曾孙：帖古迭兒

## 延伸阅读
[在维基数据编辑]
 《元史·卷123》，出自宋濂《元史》
 《新元史/卷129》，出自柯劭忞《新元史》